# Chinook, Montana
Chinook är administrativ huvudort i Blaine County i den amerikanska delstaten Montana. Orten grundades 1871 av en irländsk invandrare vid namn Thomas O'Hanlon.

## Kända personer från Chinook
- Mike Tilleman, utövare av amerikansk fotboll